# Peunalom I
Peunalom I is een bestuurslaag in het regentschap Pidie van de provincie Atjeh, Indonesië. Peunalom I telt 901 inwoners (volkstelling 2010).